# Hyldagerdys
Der Hyldagerdys war eine megalithische Grabanlage der jungsteinzeitlichen Nordgruppe der Trichterbecherkultur im Kirchspiel Selsø in der dänischen Kommune Frederikssund. Er wurde Mitte des 19. Jahrhunderts zerstört.

## Lage
Das Grab lag am Ostrand von Sønderby auf dem heutigen Grundstück Skovvejen 31. In der näheren Umgebung gibt bzw. gab es zahlreiche weitere megalithische Grabanlagen.

## Forschungsgeschichte
Vor 1853 wurde das Grab durch den damaligen Hofbesitzer zerstört. Im Jahr 1873 führten Mitarbeiter des Dänischen Nationalmuseums eine Dokumentation der Fundstelle durch. Zu dieser Zeit waren keine baulichen Überreste mehr auszumachen.

## Beschreibung
Über Form, Maße und Orientierung der Anlage liegen keine Informationen vor. Der ehemalige Hofbesitzer erinnerte sich nicht, ob bei der Zerstörung des Grabes noch ein Deckstein vorhanden war.